# Lövgöl, Småland
Lövgöl är en sjö i Västerviks kommun i Småland och ingår i Marströmmens huvudavrinningsområde.